# Rouwkapel (Bedum)
De rouwkapel op de katholieke begraafplaats in de Nederlandse plaats Bedum is een rijksmonument.

## Achtergrond
De Maria ten Hemelopnemingkerk werd in 1880 gebouwd naar een ontwerp van Alfred Tepe. Tegelijkertijd verrees op de begraafplaats een neogotische rouwkapel, in 1877 ontworpen door de Pannerdense aannemer Jacobus Balvert in Tepiaanse stijl en na zijn dood in 1880 gebouwd door Cornelis Theodorus van Schaik.

## Beschrijving
De kapel is opgetrokken in bruine baksteen op een uitspringend trasraam. Het zadeldak is bedekt met leisteen. Het gebouwtje heeft drie tuitgevels met aanzetstenen en een ezelsrug. Onder een steekkap aan de westzijde bevindt zich de entree met spitsboog.
De kapel heeft een kruisgewelf met ribben. Binnen staat een altaar van baksteen, met een terrazzo blad. Op het altaar staat een beeldengroep van Jezus aan het kruis, met naast hem twee gietijzeren figuren, waarschijnlijk Maria en Johannes. 

## Waardering
De kapel werd in 1998 in het monumentenregister opgenomen, het is "van algemeen belang als voorbeeld van een in neogotische stijl opgetrokken kapel uit het laatste kwart van de vorige eeuw; als goede representant van het oeuvre van architect J. Balvert; vanwege de hoge mate van gaafheid; vanwege de karakteristieke vormgeving; vanwege de functionele relatie met de begraafplaats."